# 木下俊量
木下 俊量（きのした としかず）は、豊後国日出藩4代藩主。官位は従五位下式部少輔、後に右衛門大夫、右衛門佐、次いで伊賀守に改める。

## 経歴
寛文12年（1672年）に生まれる。

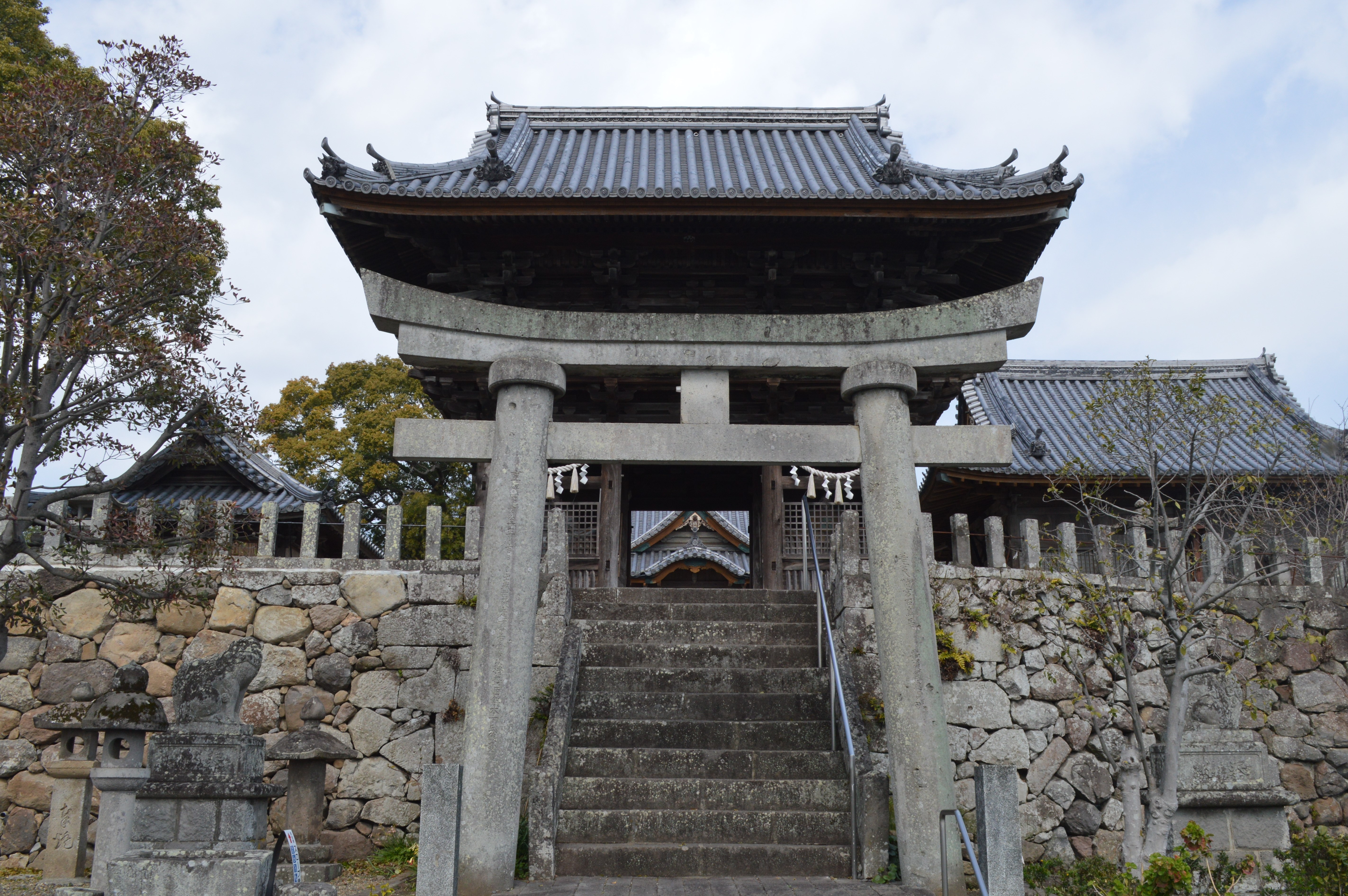
日出若宮八幡神社に寄進した鳥居

天和元年（1681年）に初めて将軍徳川綱吉に拝謁する。
貞享3年（1686年）12月、従五位下式部少輔に叙任される。
宝永4年（1707年）9月12日、父の隠居で跡を継ぎ、右衛門大夫に改める。正徳2年（1712年）、右衛門佐に改める。
正徳5年（1715年）、これより前に火災被害を受けた京都御所の女御御殿の普請造営の功により、内裏に招かれて伊勢物語等十巻を賜り、江戸でも褒美を受ける。
享保4年（1719年）には日出若宮八幡神社に鳥居を寄進した。藩政においては長河原・富水池の治水工事を行なって成功している。
享保14年（1729年）閏9月、伊賀守に改める。
同年11月13日に死去。享年58。跡を六男の俊在が継いだ。法号は徳音院。墓所は東京都港区高輪の泉岳寺。

## 系譜
- 父：木下俊長（1649-1716）
- 母：朽木稙綱の娘
- 正室：加藤明英の長女
  - 長女：相良長興正室
  - 次男：萬千代 - 早世

- 嫡室：中村氏
  - 六男：木下俊在（1714-1731） - 第5代藩主、病弱のため出仕できず。叔父の俊保（長保）を養嗣子とする
  - 九男：木下俊能（1725?-1748） - 兄・長監の養子となる。後に第8代藩主
- 側室：黒川氏
  - 八男：木下長監（1724-1742） - 第6代藩主の俊保の養子となる、後に第7代藩主
  - 九男：木下俊泰（1726-1768） - 兄・俊能の養子となる。後に第9代藩主
- 生母不明の子女
  - 長男：千勝 - 早世
  - 三男：多門 - 早世
  - 次女：
  - 三女：
  - 四女：木下栄俊（縫殿助）室
  - 四男：富之助 - 早世、嫡母の中村氏の養子となるが、跡目につく前に亡くなる
  - 五男：木下量道（かづみち）-　享保9年没、享年14
  - 五女：久留島光通正室
  - 六女：大久保忠肥室
  - 七女：竹谷松平義著室
  - 八女：横山清章室
  - 七男：元之助
  - 九女：